# Musa Qala
Musa Qala ist eine Stadt in der südafghanischen Provinz Helmand sowie der Name des umliegenden Bezirks. Sie liegt im Tal des Musa-Qala-Flusses.
Im Laufe des Afghanistankrieges fand hier am 7. Dezember 2007 die Schlacht von Musa Qala statt, bei der die Afghanische Nationalarmee und die ISAF die Taliban angriffen. Nach drei Tagen heftiger Kämpfe zogen sich die Taliban am 10. Dezember in die Berge zurück. Die afghanische Armee meldete am 12. Dezember offiziell die Eroberung von Musa Qala.